# Afyonkarahisar
Afyonkarahisar (pron. turca [afjonkaɾahiˈsaɾ]; lett. "castello nero dell'oppio": afyon «papavero, oppio», kara «nero», e hisar «fortezza») è una città della Turchia occidentale, si trova a 250 km da Ankara ed è capoluogo dell'omonima provincia e dell'omonimo distretto.
L'insediamento è anche conosciuto come Afyon (oppio); il toponimo è stato cambiato in quello attuale dal parlamento turco nel 2004.

## Storia
Fondata dagli Ittiti, fu poi dominata da Alessandro Magno e in seguito da Roma e Bisanzio fino al 1392, quando passò agli Ottomani (salvo un periodo tra il 1402 e il 1429, in cui fu sotto il dominio di Tamerlano). Attualmente è uno dei centri principali della Turchia.

## Amministrazione

### Gemellaggi
Afyonkarahisar è gemellata con:
- Hamm[2]